# Halápy Lili
Halápy Lili (Salamon Lídia; Bojár Lili; Bojár Lilly; Salamon Lídia Erzsébet Mária Anna; Bojár Salamon Erzsébet; Salamon Erzsébet; Halápy Jánosné) (Szabadka, 1908. december 8. – 2000. november 26.) színésznő.

## Életpályája
Szülei: Salamon Győző banktisztviselő és Trebitsch Angyalka voltak. 1927-ben végzett a Színiakadémián. 1927–1928 között a Terézkörúti Színpadon kezdte pályáját. 1928–1929 között Tarnay Ernő társulatában volt Szegeden. 1930-tól a Pécsi Nemzeti Színház tagja lett. Szibériában is vendégszerepelt. 1932-ben került Budapestre. 1934-ben a Bethlen Téri Színházban lépett fel. 1935 után visszavonult a színpadtól, de a rádióban gyakran szerepelt. Később műfordító volt.
Sértő Kálmán költő múzsája volt, több szerelmes versének ihletője.

## Magánélete
1932. március 22-én, Budapesten férjhez ment Rákosy Lajos (1905-?) földbirtokoshoz. 1935. október 3-án, Budapesten férjhez ment Halápy János festőművészhez (1893–1960).

## Filmjei
- Ember a híd alatt (1936)
- Három sárkány (1936)
- Fekete gyémántok (1938)

## Művei
- Halápy János: Életünkről, kortársakról (1987)